# Огнёвка гранатовая
Огнёвка гранатовая, огнёвка-плодожорка гранатовая или плодожорка гранатовая (лат. Euzophera bigella) — вид бабочек семейства огнёвковых из подсемейства узкокрылых огнёвок (Phycitinae). Поражает многие виды плодовых деревьев (яблоня, абрикос, айва, слива, вишня), опасный вредитель граната. Вид был впервые описан в 1848 году немецким энтомологом Филиппом Кристофом Целлером первоначально под названием Ephestia bigella Zeller, 1848.

## Распространение
Южная Европа, Кавказ, Ближний Восток, Иран, Северная Африка, Малая и Центральная Азия.

## Внешний вид
Размах крыльев 15-20 мм. По общему тёмно-серому тону окраски проходят как продольные, так и поперечные светлые и тёмные полосы.

## Экология
Обитает на равнинных пространствах, заходит также в горы (в Средней Азии — до высоты около 1100 метров).

## Биология
Развитие происходит в 3—4 генерации за год. Лёт бабочек продолжается с середины мая до октября. Последнее поколение переживает зимний период в стадии личинки (под корой, в повреждённых плодах, которые остались на деревьях, и падалице). Согласно исследованию, проведённому в Азербайджане, у особи, живущей в первой половине лета, период яйца длится 6—8 дней, гусеницы — 20—25 дней, куколки — 10—12 дней; у особи, живущей во второй половине лета стадия яйца занимает 5—7 дней, гусеницы — 10—12 дней, куколки — около полумесяца. Перезимовавшие особи проводят в фазе куколки 17—20 дней.
Гусеницы грызут флоэму в стволе либо портят плоды. У граната поражают плоды на всех стадиях созревания (I поколение может также питаться цветами). В гранатины достаточной зрелости проникают через чашечку (куда обычно отложены яйца) и выедают их изнутри (пожирают плаценту, мякоть и ядра зерён), отчего заражённость внешне малозаметна. Прогрызают сквозные ходы, которые заполнены экскрементами. Обитание гусеницы в плоде способствует развитию патогенных организмов, отчего появляется гниль. Такие гранаты не могут долго храниться, не выдерживают транспортировки, вовсе теряют товарную ценность. В том же исследовании было установлено, что гусеница I поколения повреждает 5—6 цветов или формирующихся плодов, гусеница II поколения — 1—2 плода, III поколения — 3—4 плода.

## Методы борьбы
Для борьбы с плодожоркой используются ядохимикаты «Суперстар» и «Би-58».